# Mafia arménienne
La mafia arménienne (en arménien : Հայկական մաֆիա) est un terme général désignant les bandes criminelles organisées basées en Arménie ou à l'étranger, composées d'Arméniens ou de descendants d'Arméniens. La structure est organisée en clans appelés akhperutyuns (confréries).

## Internationalisation

### En France
En 2017, une douzaine de membres de la mafia arménienne basés en France ont été écroués après avoir agressé des prostituées russes à Bordeaux, Nantes, Nice, Poitiers et Paris. 
En 2019, la gendarmerie nationale et Europol ont arrêté 20 autres suspects impliqués dans la contrebande de cigarettes, l'extorsion et le blanchiment d'argent. Une trentaine de perquisitions ont été effectuées à Rennes, Gap, Saint-Étienne, Nancy, Strasbourg, Haguenau, Reims, Chalon-sur-Saône, Paris, Nantes, Limoges et Brest. Quelque 23 000 euros en espèces ont été saisis sur place, ainsi que plus de 2 000 paquets de cigarettes, 23 kg de tabac brut et 6 armes.

### Aux États-Unis
La mafia arménienne opérant aux États-Unis est connue sous le nom Armenian Power.